# 새빛초등학교
새빛초등학교는 대한민국 경기도 용인시 수지구에 있는 공립 초등학교이다.

## 학교 연혁
- 2012년 3월 2일 : 개교
- 제 1회 졸업식
- 제 2회 졸업식
- 제 3회 졸업식
- 제 4회 졸업식+학교 부가 시설 건축(추측)
- 제 5회졸업식
- 제 6회졸업식
- 제 7회졸업식+새로운 교장 임명
- 제 8회졸업식
- 제 9회졸업식

## 참고 자료
- 새빛초등학교 - 한국교육학술정보원 학교알리미